# Microterys sinicus
Microterys sinicus är en stekelart som beskrevs av Jiang 1982. Microterys sinicus ingår i släktet Microterys och familjen sköldlussteklar. Inga underarter finns listade i Catalogue of Life.